# 三联水库 (新宁)
三联水库位于湖南省邵阳市新宁县，是一座以发电为主的中型水库，库容约1252万立方米，水库坝高约58.7米，正常蓄水位约706.7米。